# Hennstedt
Hennstedt és un municipi situat al districte de Dithmarschen, a l'estat federat de Schleswig-Holstein (Alemanya), amb una població a la fi de 2016 d'uns 1.943 habitants.
Està situat a l'oest de l'estat, prop de la mar del Nord i a poca distància al nord del canal de Kiel.